# Hannah Montana 2: Meet Miley Cyrus
Hannah Montana 2: Meet Miley Cyrus é um álbum duplo da cantora estadunidense Miley Cyrus, lançado em 26 de junho de 2007 através da Walt Disney Records e Hollywood Records. O primeiro disco é a trilha sonora da segunda temporada da série Hannah Montana, do Disney Channel, sendo creditado à personagem titular da série, e o segundo disco é o álbum de estreia de Cyrus, com material inédito. Os dois disco do álbum foram posteriormente reeditados como dois álbuns individuais nas plataformas digitais em 22 de setembro de 2021. O álbum duplo foi promovido pela turnê Best of Both Worlds Tour (2007-08). Grande parte de Meet Miley Cyrus foi produzida por Rock Mafia, com colaboração de Xandy Barry, Matthew Wilder, Scott Cutler e Wendi Foy Green. Cyrus co-escreveu oito das dez faixas do segundo disco. 
Hannah Montana 2: Meet Miley Cyrus estreou no topo da Billboard 200, vendendo 325.000 cópias em sua primeira semana e, desde então, recebeu o certificado de platina quádrupla da Recording Industry Association of America (RIAA), pelas mais de quatro milhões de unidade vendidas nos Estados Unidos. Cyrus foi também a sétima solista na história a figurar no topo da tabela antes de completar 18 anos. O álbum obteve bom desempenho em outros gráficos da Europa e Oceania, aparecendo no top vinte em múltiplos países. O álbum recebeu um certificado de multiplatina da Music Canada, Australian Recording Industry Association (ARIA) na Austrália e International Federation of the Phonographic Industry (IFPI) na Suécia, bem como certificações de ouro da Mexican Association of Phonograph Producers (AMPROFON) no México e British Phonographic Industry (BPI) no Reino Unido. 
"Nobody's Perfect" foi lançada como carro-chefe de Hannah Montana 2 em 15 de maio de 2007, e a alcançou a 27ª posição nos Estados Unidos, tornando-se, na época, a canção de Hannah Montana com o melhor desempenho na tabela. O segundo single, "Make Some Noise", foi lançado em 5 de junho de 2007 como download digital. "See You Again" foi lançada como carro-chefe de Meet Miley Cyrus em 29 de dezembro de 2007. Alcançou a décima posição da Billboard Hot 100, tornando-se a primeira canção de Cyrus a entrar no top dez do gráfico. "Start All Over" foi lançada como single apenas na Austrália em 11 de março de 2008, e atingiu a 68ª posição da Billboard Hot 100.

## Desenvolvimento e composição

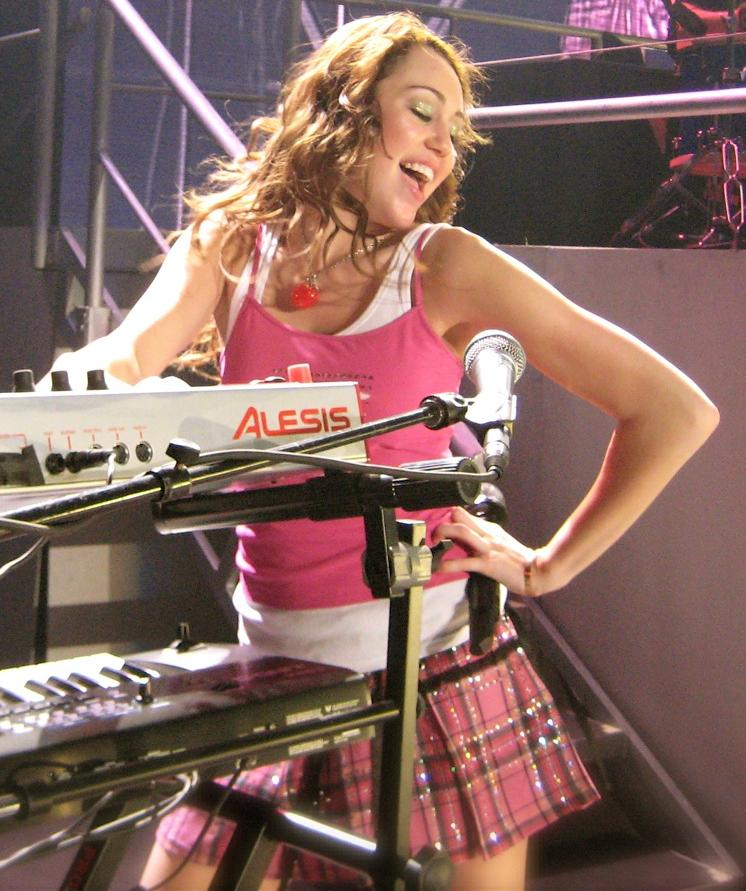
Miley Cyrus interpreta Hannah Montana na série de TV de mesmo título.

Durante toda a produção da primeira temporada de Hannah Montana, Cyrus comentou que "no momento estamos todos realmente focados em fazer Hannah Montana da melhor maneira possível, mas espero que no futuro possa haver uma trilha sonora de Hannah Montana, ou um álbum de Miley Cyrus". A série em si estreou no Disney Channel em 24 de março de 2006 e se tornou um sucesso comercial imediato; com 5,4 milhões de espectadores, o episódio piloto conquistou o canal com as classificações mais altas de sua história na época. No mês seguinte, foi relatado que uma trilha sonora e um álbum de estúdio de Cyrus começaram a ser produzidos, o último sendo programado para ser lançado no início de 2007. A primeira trilha sonora Hannah Montana (2006) estreou em primeiro lugar com vendas na primeira semana de 286 mil cópias, tornando-se a primeira trilha sonora de um programa de TV a estrear no topo do gráfico da revista Billboard nos Estados Unidos.
Na série, Cyrus interpreta a personagem Miley Stewart, uma adolescente que vive a vida dupla secreta como a estrela pop Hannah Montana. Ela afirmou que "a maioria das músicas da primeira temporada reflete o programa", opinando que as faixas deram aos produtores da série a oportunidade de "garantir que todos entendessem os personagens". Em comparação, Cyrus descreveu o material usado durante a segunda temporada como "mais falando com os fãs".
Ao longo do álbum, Kathi Kamen Goldmark, da Common Sense Media, observou a inclusão de "mensagens positivas e empoderadoras para adolescentes". Hannah Montana 2 continuou a discutir a vida dupla de Cyrus no programa, principalmente nas faixas "Rock Star" e "Old Blue Jeans". Amizades são abordadas durante "Right Here", "You and Me Together" e "True Friend". As músicas "Nobody's Perfect", "Make Some Noise" e "Life's What You Make It" discutem sobre "manter uma visão otimista sobre a vida". Meet Miley Cyrus explorou "temas mais sérios", incluindo romances adolescentes. A faixa de encerramento "I Miss You" é uma dedicação ao falecido avô de Cyrus.
Em 27 de novembro de 2007, Hannah Montana 2 foi relançado no Japão em uma edição especial de dois discos, denominada Rock Star Edition, incluindo um remix de "We Got the Party" com o trio Jonas Brothers, uma versão acústica de "One in a Million" e um DVD de apresentações ao vivo. Meet Miley Cyrus foi omitido neste relançamento.

## Singles e divulgação
Ver artigo principal: Best of Both Worlds Tour
De Hannah Montana 2

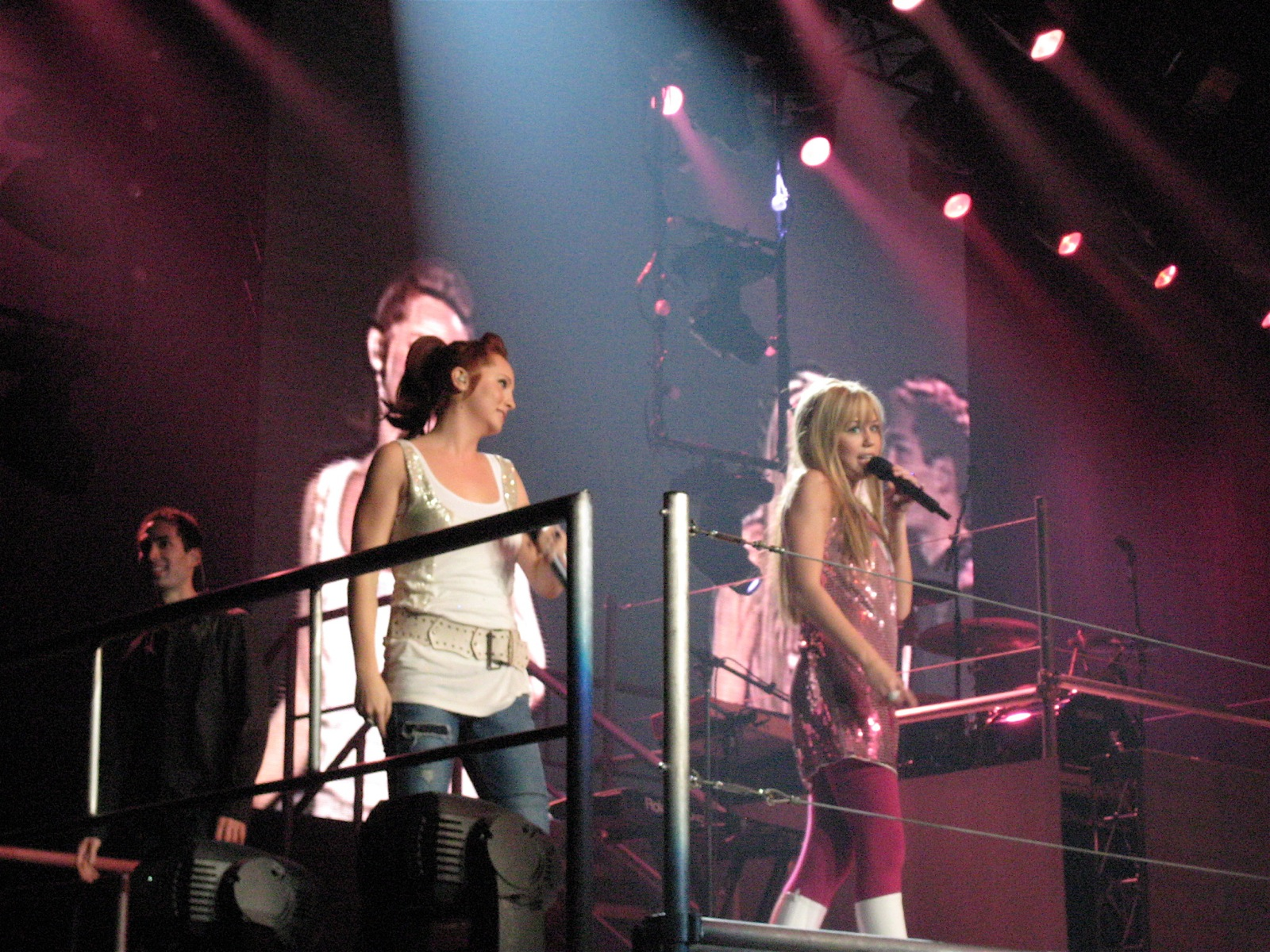
Cyrus apresentando "I Got Nerve" durante a Best of Both Worlds Tour.

- "Nobody's Perfect" foi lançada originalmente na edição especial de Hannah Montana.[16] Mais tarde, foi lançado em 15 de maio de 2007 como o primeiro single de Hannah Montana 2[3], alcançando a posição 27 no Hot 100 da Billboard.[17] Apesar de não terem sido lançados mais singles, outras faixas do álbum conseguiram figurar nas paradas americanas. "Life's What You Make It" foi a faixa com maior pico do álbum, alcançando o número 25. "Rock Star", "Make Some Noise" e "True Friend" alcançaram posições inferiores, elas sendo, respectivamente, 81, 92, e 99.[18]

De Meet Miley Cyrus
- "See You Again" foi lançada em 1 de outubro de 2007 como o single de estreia de Cyrus e carro-chefe de Meet Miley Cyrus.[19] Alcançou a posição 10 na Billboard Hot 100 se tornado a primeira faixa da artista, creditada como ela mesma ou Hannah Montana, a alcançar o Top 10 no gráfico.[4] Mais tarde, em 2008, um remix dominado "Rock Mafia Remix" foi incluído no segundo álbum de estúdio de Cyrus Breakout (2008), sendo lançado como single em 21 de agosto de 2008 apenas em regiões onde a versão original não foi trabalhada.[20] "Start All Over" foi lançada como o segundo single do álbum em 11 de março de 2008 apenas na Austrália. Alcançou a posição 68 nos Estados Unidos devido a vendas digitais[5] e sua maior posição mundialmente foi na Austrália, onde alcançou o 41.[21] O videoclipe estreou no Disney Channel em 19 de dezembro de 2007.

#### Turnê
Cyrus embarcou na turnê Best of Both Worlds em 2007 e 2008. Ele serviu principalmente como o principal meio de divulgação para Hannah Montana 2: Meet Miley Cyrus; no entanto, "Just Like You", "Pumpin 'Up the Party", "I Got Nerve" e "The Best of Both Worlds" da trilha sonora original de Hannah Montana também foram incluídos em seu set list. A turnê foi bem-sucedida comercialmente, tendo arrecadado US$54 milhões, enquanto sua adaptação cinematográfica, Hannah Montana & Miley Cyrus: Best of Both Worlds Concert, arrecadou US$70 milhões. Este último foi lançado como um CD+DVD exclusivo do Walmart, intitulado Best of Both Worlds Concert, em março de 2008.

## Desempenho nas paradas
Nos Estados Unidos, o álbum estreou em primeiro lugar na Billboard 200, vendendo 326 mil cópias em sua primeira semana, tendo um desempenho melhor que a trilha sonora anterior. O álbum foi certificado como platina tripla pela Recording Industry Association of America (RIAA) por vender mais de 3 milhões de cópias. No Canadá, o álbum estreou em terceiro lugar e recebeu uma certificação de platina. Também alcançou o número 18 no México, onde mais tarde foi certificado com ouro. No Reino Unido, recebeu certificação de ouro por mais de 100 mil cópias vendidas.
Na Austrália, o álbum estreou em 86 no ARIA Albums Chart, mais tarde, alcançou a posição 20 e foi certificado como platina. Na Nova Zelândia, o álbum ganhou disco de ouro vendendo mais de 7.500 cópias.

## Lista de faixas
| Hannah Montana 2 – Edição padrão (Disco 1) |                           |                                                |                                 |         |  |
| N.º                                        | Título                    | Compositor(es)                                 | Produtor(es)                    | Duração |  |
| 1.                                         | "We Got the Party"        | Greg Wells Kara DioGuardi                      | Wells DioGuardi                 | 3:35    |  |
| 2.                                         | "Nobody's Perfect"        | Matthew Gerrard Robbie Nevil                   | Gerrard                         | 3:20    |  |
| 3.                                         | "Make Some Noise"         | Adam Watts Andy Dodd                           | Watts Dodd                      | 4:47    |  |
| 4.                                         | "Rock Star"               | Aristedis Archoritis Jeannie Lurie Chen Neeman | Toby Gad                        | 2:58    |  |
| 5.                                         | "Old Blue Jeans"          | Michael Bradford Pam Sheyne                    | Bradford                        | 3:22    |  |
| 6.                                         | "Life's What You Make It" | Gerrard Nevil                                  | Gerrard                         | 3:08    |  |
| 7.                                         | "One in a Million"        | Tobias Gad Negin Djafari                       | Gad                             | 3:55    |  |
| 8.                                         | "Bigger Than Us"          | Antonina Armato Tim James                      | Armato James Dorian Crozier [a] | 2:57    |  |
| 9.                                         | "You and Me Together"     | Jamie Houston                                  | Houston                         | 3:46    |  |
| 10.                                        | "True Friend"             | Jeannie Lurie                                  | Marco Marinangeli               | 3:09    |  |
| Duração total:                             | Duração total:            | Duração total:                                 | Duração total:                  | 35:02   |  |

| Hannah Montana 2 – Edição especial internacional digital (Disco 1) |                                                 |                |                    |         |  |
| N.º                                                                | Título                                          | Compositor(es) | Produtor(es)       | Duração |  |
| 11.                                                                | "The Best of Both Worlds" (Daniel Canary Remix) | Gerrard Nevil  | Gerrard Canary [b] | 2:36    |  |
| Duração total:                                                     | Duração total:                                  | Duração total: | Duração total:     | 37:49   |  |

| Hannah Montana 2 – Edição Rock Star (CD) |                                              |                 |                 |         |  |
| N.º                                      | Título                                       | Compositor(es)  | Produtor(es)    | Duração |  |
| 11.                                      | "One in a Million" (versão acústica)         | Gad Djafari     | Gad             | 3:55    |  |
| 12.                                      | "We Got the Party" (part. de Jonas Brothers) | Wells DioGuardi | Wells DioGuardi | 3:36    |  |
| Duração total:                           | Duração total:                               | Duração total:  | Duração total:  | 42:36   |  |

| Hannah Montana 2 – Edição Rock Star (DVD) |                                      |         |  |
| N.º                                       | Título                               | Duração |  |
| 1.                                        | "Life's What You Make It"            | 3:15    |  |
| 2.                                        | "Old Blue Jeans"                     | 3:35    |  |
| 3.                                        | "One in a Million"                   | 3:45    |  |
| 4.                                        | "Make Some Noise"                    | 4:31    |  |
| 5.                                        | "True Friend"                        | 3:20    |  |
| 6.                                        | "Nobody's Perfect"                   | 3:22    |  |
| 7.                                        | "Bigger Than Us"                     | 3:02    |  |
| 8.                                        | "One In A Million" (versão acústica) | 3:50    |  |
| Duração total:                            | Duração total:                       | 28:40   |  |

| Meet Miley Cyrus – Edição padrão (Disco 2) |                             |                                        |                   |         |  |
| N.º                                        | Título                      | Compositor(es)                         | Produtor(es)      | Duração |  |
| 1.                                         | "See You Again"             | Miley Cyrus Armato James               | Armato James      | 3:10    |  |
| 2.                                         | "East Northumberland High"  | Armato James Samantha Moore            | Armato James      | 3:24    |  |
| 3.                                         | "Let's Dance"               | Cyrus Armato James                     | Armato James      | 3:02    |  |
| 4.                                         | "G.N.O. (Girl's Night Out)" | Cyrus Matthew Wilder Tamara Dunn       | Wilder            | 3:35    |  |
| 5.                                         | "Right Here"                | Cyrus Armato James                     | Armato James      | 2:44    |  |
| 6.                                         | "As I Am"                   | Cyrus Shelley Peiken Xandy Barry       | Barry Wally Gagel | 3:45    |  |
| 7.                                         | "Start All Over"            | Scott Cutle Anne Preven Felicia Dobson | Annetenna         | 3:27    |  |
| 8.                                         | "Clear"                     | Cyrus Peiken Barry                     | Armato James      | 3:01    |  |
| 9.                                         | "Good and Broken"           | Cyrus Armato James                     | Armato James      | 2:55    |  |
| 10.                                        | "I Miss You"                | Cyrus Brian Green Wendi Foy Green      | B. Green          | 3:58    |  |
| Duração total:                             | Duração total:              | Duração total:                         | Duração total:    | 33:05   |  |

## Tabelas musicais
| Paradas (2007)              | Melhor Posição |
| --------------------------- | -------------- |
| Billboard 200               | 1              |
| Canadá Albums Chart         | 3              |
| Nova Zelândia Albums Chart  | 6              |
| UK Albums Chart             | 8              |
| Swedish Albums Chart        | 50             |
| Australia ARIA Albums Chart | 20             |
| Alemanha Albums Chart       | 47             |
| Swiss Albums Charts         | 91             |
| Norwegian Albums Chart      | 8              |
| Austria Albums Top 75       | 13             |
| México Albums Top 100       | 18             |
| Poland Albums Chart         | 12             |
| Portugal Albums Top 30      | 12             |
| Denmark Albums Top 40       | 23             |
| Spain Albums Top 100        | 46             |

## Vendas e Certificações
| País (Empresa)        | Certificação | Vendas    |
| --------------------- | ------------ | --------- |
| Austrália (ARIA)      | Platina      | 70,000    |
| Brasil (ABPD)         | Ouro         | 40,000    |
| Canadá (Music Canada) | 2× Platina   | 160,000   |
| Estados Unidos (RIAA) | 3× Platina   | 3,000,000 |
| Reino Unido (BPI)     | Ouro         | 100,000   |
| Nova Zelândia (RIANZ) | Ouro         | 7,500     |

## Hannah Montana 2: Non-Stop Dance Party
Hannah Montana 2: Non-Stop Dance Party é o primeiro álbum de remixes de Hannah Montana, que foi lançado em 29 de janeiro de 2008, pela Walt Disney Records.
Este álbum inclui a faixa bônus "Chris Cox Megamix", vídeos de performances ao vivo do show em Londres ("Nobody's Perfect" e "Life's What You Make It"), um slideshow de fotos, convites para festas imprimíveis. A edição de Walmart incluiu uma faixa bônus exclusiva, um remix de "This Is the Life" produzida por Marco Marinangeli. O site oficial do Walt Disney Recordes criou o jogo Hannah Montana: Make-A-Mix para promovê-lo. 
Nos Estados Unidos o álbum estreou na sétima posição da Billboard 200, vendendo 40 mil cópias em sua primeira semana. No Brasil, recebeu certificação de ouro por 30 mil cópias vendidas.

### Faixas
| N.º | Título | Duração |  |
| 1.  | "One In A Million" (Chris Cox Remix)                                                                                          | 4:49    |  |
| 2.  | "True Friend" (Chris Cox Remix)                                                                                               | 3:01    |  |
| 3.  | "Old Blue Jeans" (Chris Cox Remix)                                                                                            | 3:21    |  |
| 4.  | "Make Some Noise" (Chris Cox Remix)                                                                                           | 4:36    |  |
| 5.  | "Nobody's Perfect" (Chris Cox Remix)                                                                                          | 3:56    |  |
| 6.  | "Rock Star" (Chris Cox Remix)                                                                                                 | 3:41    |  |
| 7.  | "Life's What You Make It" (Chris Cox Remix)                                                                                   | 3:26    |  |
| 8.  | "We Got The Party" (Chris Cox Remix)                                                                                          | 4:21    |  |
| 9.  | "You And Me Together" (Chris Cox Remix)                                                                                       | 3:51    |  |
| 10. | "Bigger Than Us" (Chris Cox Remix)                                                                                            | 3:55    |  |
| 11. | "Chris Cox Megamix" (Old Blue Jeans/ Make Some Noise/ Nobody's Perfect/ Rock Star/ Life's What You Make It/ We Got The Party) | 3:12    |  |

| Vídeos |                                                |         |  |
| N.º    | Título                                         | Duração |  |
| 1.     | "Nobody's Perfect" (Ao Vivo em Londres)        | 3:20    |  |
| 2.     | "Life's What You Make It" (Ao Vivo em Londres) | 3:11    |  |
| 3.     | "Photo Slideshow"                              | 1:57    |  |

## Disney's Karaoke Series: Hannah Montana 2
Disney's Karaoke Series: Hannah Montana 2 é o segundo álbum karaokê de Hannah Montana, lançado em 16 de setembro de 2008 pela Walt Disney Records e contando com faixas da segunda trilha sonora da série.

### Faixas
| Karaoke version |                           |                                                  |                |         |  |
| N.º             | Título                    | Compositor(es)                                   | Artista        | Duração |  |
| 1.              | "We Got the Party"        | Greg Wells, Kara DioGuardi                       | Hannah Montana |         |  |
| 2.              | "Nobody's Perfect"        | Matthew Gerrard, Robbie Nevil                    | Hannah Montana |         |  |
| 3.              | "Make Some Noise"         | Adam Watts, Andy Dodd                            | Hannah Montana |         |  |
| 4.              | "Rock Star"               | Aristedis Archoritis, Jeannie Lurie, Chen Neeman | Hannah Montana |         |  |
| 5.              | "Life's What You Make It" | Gerrard, Nevil                                   | Hannah Montana |         |  |
| 6.              | "One in a Million"        | Toby Gad, Negin Djafari                          | Hannah Montana |         |  |
| 7.              | "Bigger Than Us"          | Antonina Armato, Tim James                       | Hannah Montana |         |  |
| 8.              | "True Friend"             | Lurie                                            | Hannah Montana |         |  |

| Vocal version |                           |                                                  |                |         |  |
| N.º           | Título                    | Compositor(es)                                   | Artista        | Duração |  |
| 9.            | "We Got the Party"        | Greg Wells, Kara DioGuardi                       | Hannah Montana |         |  |
| 10.           | "Nobody's Perfect"        | Matthew Gerrard, Robbie Nevil                    | Hannah Montana |         |  |
| 11.           | "Make Some Noise"         | Adam Watts, Andy Dodd                            | Hannah Montana |         |  |
| 12.           | "Rock Star"               | Aristedis Archoritis, Jeannie Lurie, Chen Neeman | Hannah Montana |         |  |
| 13.           | "Life's What You Make It" | Gerrard, Nevil                                   | Hannah Montana |         |  |
| 14.           | "One in a Million"        | Toby Gad, Negin Djafari                          | Hannah Montana |         |  |
| 15.           | "Bigger Than Us"          | Antonina Armato, Tim James                       | Hannah Montana |         |  |
| 16.           | "True Friend"             | Lurie                                            | Hannah Montana |         |  |